# Margaux Pinot
Margaux Florence François Pinot (ur. 6 stycznia 1994 r. w Besançon) – francuska judoczka, mistrzyni świata, mistrzyni Europy, złota medalistka igrzysk europejskich, brązowa medalistka uniwersjady.

## Odznaczenia
- Chevalier Orderu Legii Honorowej – 2021[3]